# Муш (провінція)
Муш (тур. Muş) — провінція в Туреччині, розташована на сході країни. Столиця — місто Муш (населення 72 774 жителів відповідно до даних на 2009 рік). 
Населення провінції становить 488 997 жителів (дані на 2007 рік). Більшість населення складають курди. Провінція складається з 6 районів. 
| Туреччина | Це незавершена стаття з географії Туреччини. Ви можете допомогти проєкту, виправивши або дописавши її. |